# Nāḩiyat Markaz Qaḑā' aş Şadr ath Thāniyah
Nāḩiyat Markaz Qaḑā' aş Şadr ath Thāniyah (arabiska: ناحية مركز قضاء الصدر الثانية) är ett underdistrikt i Irak.   Det ligger i provinsen Bagdad, i den centrala delen av landet. Huvudstaden Bagdad ligger i Nāḩiyat Markaz Qaḑā' aş Şadr ath Thāniyah.